# 마가 요한
마가 요한 혹은 요한 마르코(그리스어: Ἰωάννης Μᾶρκος 이오안네스 마르코스[*])는 사도행전에서 사도 바울로와 바르나바의 선교 여행을 돕는 조수로 언급된다. 전통적으로 복음사가 마르코와 동일인물로 여겨지며, 마르코의 복음서의 전통적인 저자이다.

## 성경의 기록

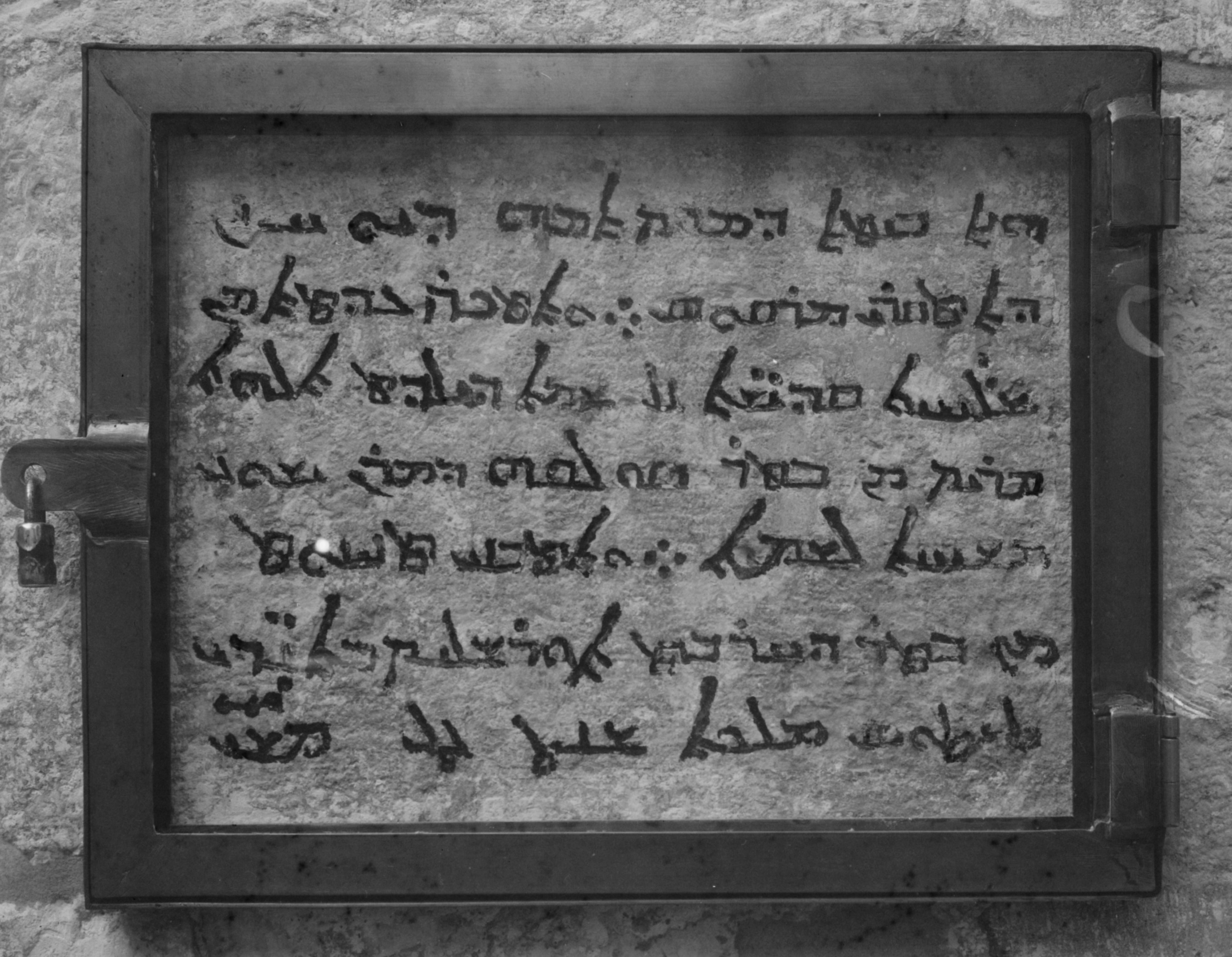
6세기 예루살렘 구시가의 성 마르코 수도원에 있는 시리아어 비문: "이곳은 요한 마르코의 어머니 마리아의 집입니다."

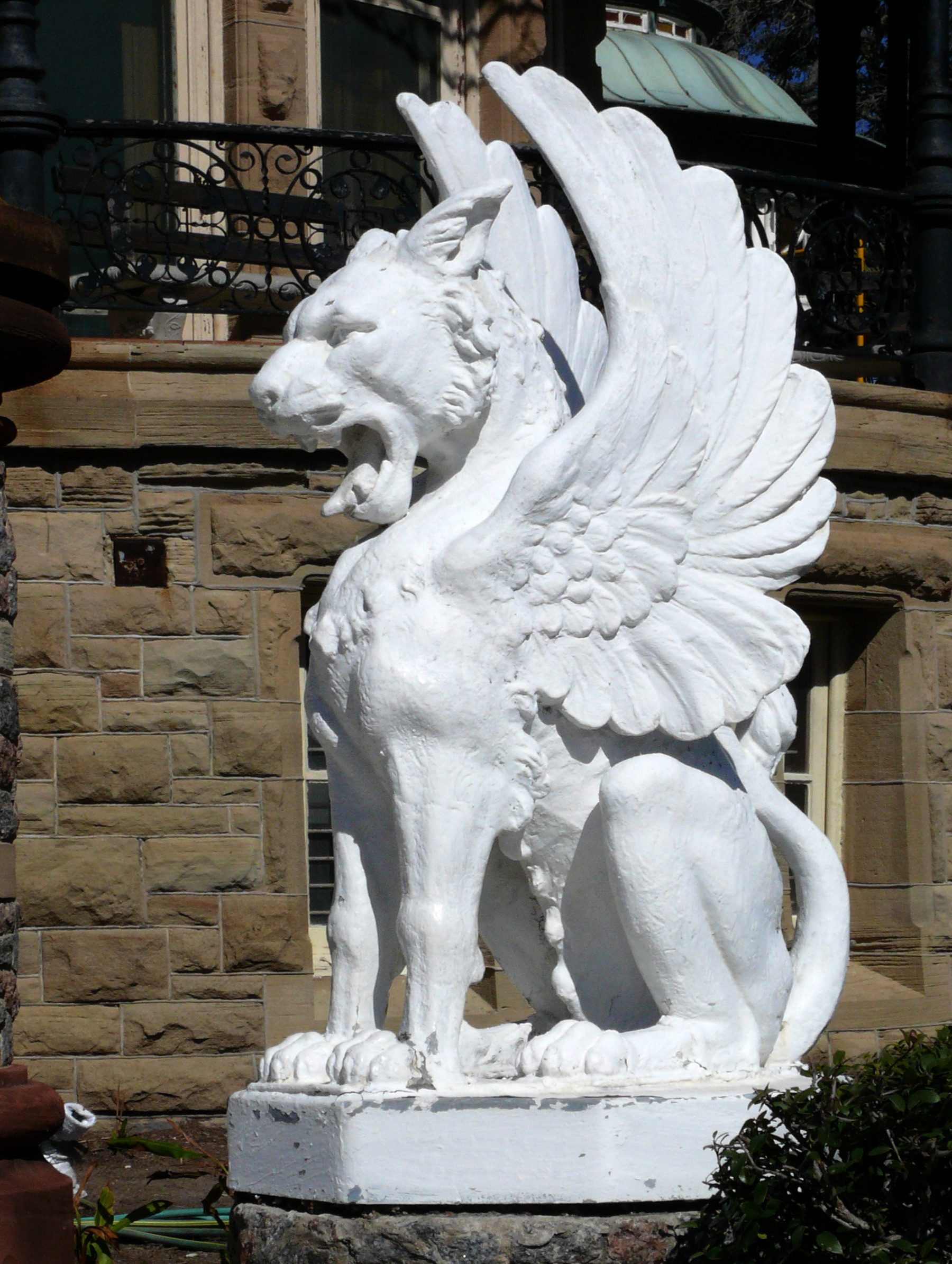
텍사스 갤버스턴 주교관 밖에 있는 성 마르코의 사자

사도행전에서는 "마르코라 하는 요한" 또는 단순히 "요한"이라는 인물이 여러 번 언급된다:
베드로가 정신을 차리고 나서, 마르코라고도 불리는 요한의 어머니 마리아의 집으로 갔다. 그곳에는 많은 사람이 모여 기도하고 있었다.사도행전 12:12
바르나바와 사울은 예루살렘에서 자신들의 직무를 마치고 돌아오면서 마르코라고도 불리는 요한을 데리고 갔다.사도행전 12:25
그들이 살라미스에 이르러 유대인의 회당에서 하나님의 말씀을 전할 때, 요한을 봉사자로 두었다.
바울과 그 일행이 파포스에서 떠나 팜필리아의 페르게에 이르렀을 때, 요한은 그들을 떠나 예루살렘으로 돌아갔다.
바르나바는 마르코라고도 불리는 요한을 함께 데리고 가기로 결정하였다.
그러나 바울은 팜필리아에서 그들을 떠나 사역에 함께하지 않은 자를 데리고 가는 것이 좋지 않다고 생각하였다.
그들 사이에 다툼이 너무 심하여 서로 갈라섰다. 그래서 바르나바는 마르코를 데리고 키프로스로 배를 타고 갔고,
바울은 실라스를 택하여 형제들에게 하나님의 은혜에 맡겨진 채 떠났다.

이 구절들에서 요한의 어머니 마리아가 예루살렘에 큰 집을 가지고 있었고, 베드로가 감옥에서 탈출한 후 그곳으로 피신했다는 것을 알 수 있다. 또한 요한은 바울과 바르나바의 키프로스와 팜필리아 페르게까지의 첫 선교 여행을 도왔지만, 그 후 예루살렘으로 돌아갔다. 나중에 요한 마르코를 다시 받아들이는 문제로 인해 바울과 바르나바는 헤어졌고, 바르나바는 마르코를 데리고 키프로스로 돌아갔으며, 그 이후 둘 다 사도행전의 서술에서 사라진다. 요한 마르코가 예루살렘으로 돌아간 이유와 그 후 바울과 바르나바 사이에 발생한 의견 불일치에 대해서는 많은 추측이 있었다. 예를 들어, 매튜 헨리는 요한 마르코가 "[바르나바와 바울의] 알림 없이, 또는 그들의 동의 없이" 떠났다고 주장했다. 그러나 어떤 설명도 확신을 가지고 받아들이기에는 자료가 너무 부족하다.
일부 학자들은 사도행전에서 요한 마르코에 대한 부정적인 묘사가 루가가 자신의 복음서의 주요 자료로 삼은 마르코 복음서의 추정 저자에 대한 논쟁이라고 주장했다. 아델라 콜린스는 "사도행전의 저자가 루가의 복음서도 썼기 때문에, 이 비판적인 묘사는 두 번째 복음서의 권위를 약화시키기 위한 의도였을 수도 있다"고 제안한다. 마이클 콕은 "마르코 복음서는 루가와 같은 교육받은 그리스도인에게는 문학적이고 신학적인 취향에 다소 부끄러운 것이었다"고 언급한다.

## 동일인물 여부
이 시기의 유대인들이 요한(히브리어: 요하난)과 같은 셈족 이름과 마르코(라틴어: 마르쿠스)와 같은 그리스-로마 이름을 모두 사용하는 것은 흔한 일이었다. 그러나 요한은 유대 유대인들 사이에서 가장 흔한 이름 중 하나였고, 마르코는 로마 세계에서 가장 흔한 이름이었기 때문에, 요한 마르코를 다른 요한이나 마르코와 동일시하는 데에는 신중함이 필요하다.
고대 자료들은 실제로 요한 마르코를 신약성경의 다른 마르코들과 일관되게 구별하며, 그를 비블로스의 주교로 칭한다. 고대에 요한 마르코는 드물고 명시적인 추측을 제외하고는 다른 요한과 동일시되지 않았다.
반면에 중세 자료들은 신약성경에 언급된 모든 마르코를 복음사가 마르코로 간주하는 경향이 커졌고, 많은 현대 학자들도 단일한 마르코를 보는 데 동의했다. 여러 저작에서 단순히 마르코라고만 언급하고 추가적인 설명이 없는 사실 자체가 단일한 마르코를 시사하는 것으로 간주되어 왔다.
첫째, 바르나바의 사촌 마르코가 있는데, 바울은 세 개의 바울 서신 말미에서 그를 "동료 일꾼"으로 언급한다. 고대에는 그를 아폴로니아의 주교로서 별개의 마르코로 간주했다. 만약 이 두 마르코가 동일인물이라면, 이 서신들이 사도행전에서 요한 마르코가 바르나바와 함께 떠난 후에 쓰여졌다는 사실은 나중에 어떤 화해가 있었음을 가정해야 한다. 그러나 대다수의 학자들은 두 마르코 모두 바울과 바르나바와의 밀접한 관계를 주목하며, 그들을 동일인물로 간주할 가능성이 높다고 본다. 성경 학자 새뮤얼 롤스 드라이버와 찰스 브릭스는 바르나바의 사촌 마르코를 요한 마르코와 동일시했으며, 존 R. 도나휴와 다니엘 J. 해링턴도 마찬가지이다.
하지만 복음사가 마르코는 교부 전통에서만 알려져 있으며, 오직 베드로와만 연관되어 있고 바울에 대한 언급은 없다. 히에로니무스만이 바울이 언급하는 마르코가 복음사가일 수 있다고 시사한다. 그러나 현대 학자들은 베드로가 요한 마르코의 어머니 집으로 피신한 것으로 보아, 두 사람이 오랜 관계를 가졌을 수도 있다고 지적한다.
반면에 소수의 현대 학자들은 복음사가 요한 또는 장로 요한을 요한 마르코와 동일시해야 한다고 주장해 왔다.

## 후기 자료
바르나바 행전은 5세기경의 외경으로 추정되며, 요한 마르코가 기록했다고 주장하며, 키프로스에서의 바르나바의 선교 여행과 순교를 상세히 다루어 사도행전의 기록이 끝나는 지점에서 이어진다.
6세기에 수도사 알렉산드로스가 쓴 '사도 성 바르나바 찬사' 역시 키프로스에서 바르나바와 요한 마르코의 활동에 대한 광범위한 기록을 제공한다. 바르나바의 죽음 이후 요한 마르코는 에페소로 떠나고, 기록은 그를 복음사가 마르코와 동일시하는 것으로 이어진다.